# آلة حرب (فلم)
آلة حرب (بالإنجليزية: War Machine) هو فيلم حربي كوميدي ساخر أمريكي، صدر في سنة 2017. من بطولة براد بيت وإيموري كوهين وتوفر غريس وأنتوني مايكل هال وسكوت مكنيري.بلغت تكلفة إنتاج الفيلم حوالي 60 مليون دولار.

## القصة
يتحدث الفيلم بطريق ساخرة عن كيفية إدارة الحرب على أفغانستان من قِبل الحكومة الأمريكية والجيش الأمريكي.

## وصلات خارجية
- مقالات تستعمل روابط فنية بلا صلة مع ويكي بيانات

لا توجد روابط لمواقع التواصل الاجتماعي.